# Батьево
Батьево (укр. Ба́тьово) — посёлок в Береговском районе Закарпатской области Украины. Административный центр Батьевской поселковой общины. До марта 1995 года — Узловое (укр. Вузлове).

## История
Первые упоминания о Батьево обнаружены в письменных источниках 1205 года.
Село входило в состав Австро-Венгерской империи, а после её распада в 1918 году до 1938 года было частью Чехословакии.
В период оккупации Батьево хортистской Венгрией 41 семью бросили в концлагеря, а около 90 человек отправили на принудительные работы. 28 октября 1944 части Красной Армии освободили Батьево от фашистов. В 1946 году село было переименовано в Узловое.
В 1995 году поселку возвращено историческое название.

## Население
В январе 1989 года численность населения составляла 2915 человек.
По состоянию на 1 января 2013 года численность населения составляла 3061 человек.

### Языковой состав
Родной язык населения по данным переписи 2001 года:
| Язык       | Численность, чел. | Доля     |
| ---------- | ----------------- | -------- |
| Украинский | 993               | 32,85 %  |
| Венгерский | 1 954             | 64,64 %  |
| Русский    | 61                | 2,02 %   |
| Другие     | 15                | 0,49 %   |
| Итого      | 3 023             | 100,00 % |

## Экономика
- комбинат хлебопродуктов[11].

## Транспорт
В посёлке находится одноимённая железнодорожная станция Львовской железной дороги.